# Homosexualität in Iran

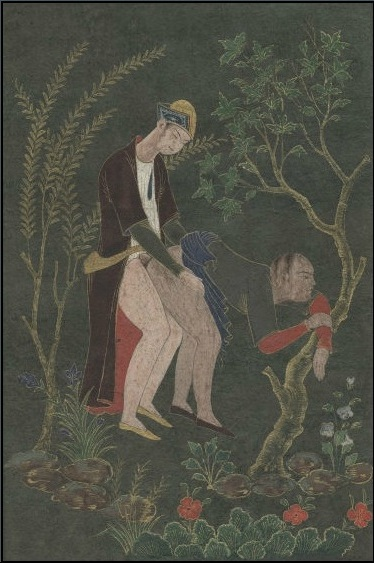
Zwei Männer beim Geschlechtsverkehr im safawidischen Iran; persische Miniatur von 1720

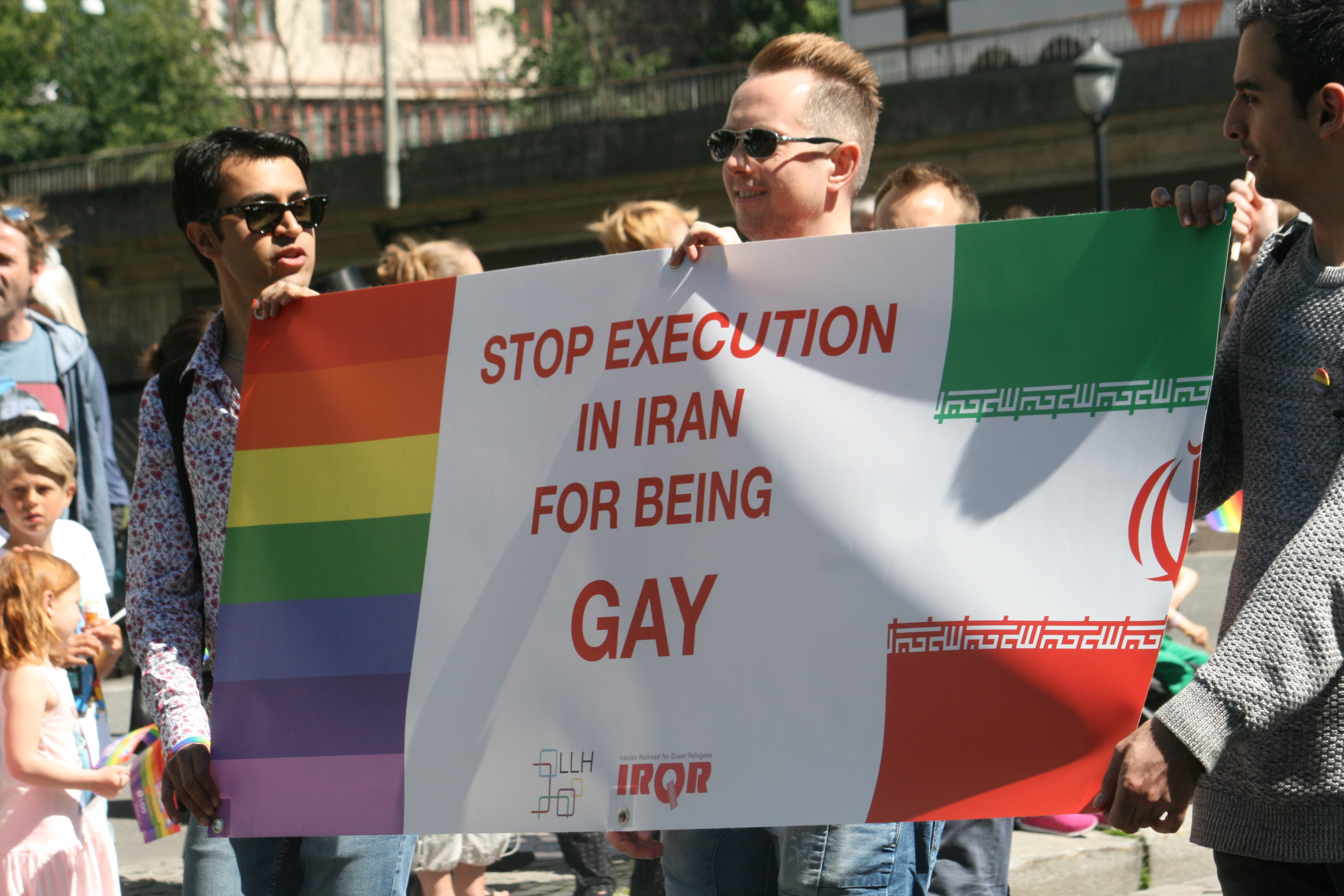
Protest in Oslo mit der iranischen und Regenbogenflagge gegen die Hinrichtung von Schwulen in der Islamischen Republik Iran

Homosexualität in Iran ist dort gesellschaftlich tabuisiert, und homosexuelle Handlungen werden mit der Todesstrafe bestraft. Seit der sogenannten Islamischen Revolution von 1978 wurden in der Islamischen Republik Iran über 4000 Homosexuelle öffentlich hingerichtet.

## Rechtslage
In Iran befassen sich die Artikel 63 bis 164 des Strafgesetzes mit der Zina, das sind Vergehen unerlaubten Geschlechtsverkehrs, die mit Hadd-Strafen („Rechtsansprüche Gottes“) geahndet werden.
- Art. 74: Der unerlaubte Geschlechtsverkehr wird durch vier rechtschaffene männliche Zeugen oder durch drei rechtschaffene männliche und zwei rechtschaffene weibliche Zeugen bewiesen.
- Art. 108: Homosexueller Verkehr ist der geschlechtliche Verkehr eines Mannes mit einem Mann durch Eindringen des Gliedes oder beischlafähnliche Handlungen.
- Art. 110: Die Hadd-Strafe für Homosexualität in der Form des Verkehrs ist die Todesstrafe. Die Tötungsart steht im Ermessen des religiösen Richters.
- Art. 121: Die Hadd-Strafe für beischlafähnliche oder vergleichbare Handlungen zwischen zwei Männern ohne Eindringen des Gliedes besteht in hundert Peitschenhieben für beide Beteiligte.
- Art. 122: Werden die beischlafähnlichen oder vergleichbaren Handlungen dreimal wiederholt, so ist die Hadd-Strafe nach der vierten Wiederholung die Todesstrafe.
- Art. 123: Liegen zwei Männer, die nicht miteinander blutsverwandt sind, ohne Notwendigkeit nackt unter derselben Decke, so werden beide mit einer Taʿzīr-Strafe von bis zu 99 Peitschenhieben bestraft.
- Art. 124: Wer einen anderen aus Wollust küsst, wird mit einer Taʿzīr-Strafe von bis zu 60 Peitschenhieben bestraft.
- Art. 126: Bereut eine Person, die homosexuellen Verkehr, beischlafähnliche oder vergleichbare Handlungen begangen hat, bevor die Zeugen ausgesagt haben, so entfällt die Hadd-Strafe; bereut sie dagegen, nachdem die Zeugen ausgesagt haben, so entfällt die Hadd-Strafe nicht.
- Art. 129: Die Hadd-Strafe für lesbischen Geschlechtsverkehr besteht in 100 Peitschenhieben.
- Art. 131: Wurde der lesbische Geschlechtsverkehr dreimal wiederholt und ist jedes Mal eine Hadd-Strafe verhängt worden, so ist die Hadd-Strafe nach der vierten Wiederholung die Todesstrafe.

2005 berichteten internationale Medien über die Hinrichtung der iranischen Jugendlichen Mahmoud Asgari und Ayaz Marhoni in Maschhad, was Iran Kritik wegen Nichteinhaltung der Menschenrechte einbrachte. Ebenso gelangte 2005 die Erhängung zweier weiterer iranischer Männer in Gorgan in die Medienberichterstattung von Menschenrechtsgruppen.
Im September 2022 wurden laut Schadi Amin von der LGBTQ-Organisation 6Rang erstmals zwei Frauen (Zahra Sedighi-Hamadani (Sareh Mansouri) und Elham Choubdar) aufgrund ihrer sexuellen Orientierung in Iran zum Tode verurteilt. Nachdem es zu einem breiten Medienecho kam, korrigierte die iranische Justiz am 5. September 2022, dass das Todesurteil der Frauen damit zusammenhängt, dass die beiden in Menschenhandel verwickelt seien. Amnesty International schreibt dazu, „dass die Anschuldigungen des ‚Schmuggels‘ falsch und unbegründet sind und auf der tatsächlichen oder vermeintlichen sexuellen Orientierung und/oder Geschlechtsidentität der Frauen und im Fall von Zahra Sedighi-Hamadani auf deren Verbindung mit anderen iranischen LGBTI-Asylsuchenden auf der Flucht vor der systematischen Verfolgung im Iran beruhen“.
Auffälligerweise steht Transsexualität in Iran aufgrund einer Fatwa von Ruhollah Chomeini nicht unter Strafe. Lässt einer der Beteiligten eine geschlechtsangleichende Operation durchführen, sodass vorgeblich die Heterosexualität gewahrt bleibe, bleiben beide straffrei.

## Gesellschaftliche Situation
Wegen der Illegalität bestehen kaum LGBT-Gemeinschaften in Iran. Homosexuelle Menschen werden in den gesellschaftlichen Untergrund gedrängt. Generell ist das gesellschaftliche Leben aufgrund der strengen Religionsvorschriften und der staatlichen Überwachung seitens der Polizei und des Geheimdienstes stark eingeschränkt.
2008 veröffentlichte die Filmregisseurin Tanaz Eshaghian den Dokumentarfilm Be Like Others, der den gesellschaftlichen Druck und die staatlichen Repressionen gegen iranische transsexuelle und homosexuelle Menschen thematisiert. In Kanada hat sich die LGBT-Organisation Iranian Railroad for Queer Refugees gegründet. Das 2010 gegründete Iranische Netzwerk 6Rang setzt sich für Lesben und transgender Personen in Iran ein, da Lesben und transgender Personen aufgrund ihrer Geschlechtsidentität innerhalb einer bereits marginalisierten Gruppe von weiterer Marginalisierung betroffen sind. 6Rang ist Mitglied der International Lesbian and Gay Association (ILGA).
Nicht zuletzt aufgrund der Repressalien ist es dem iranischen Präsidenten Mahmud Ahmadinedschad möglich gewesen, zu behaupten, in Iran gebe es keine Homosexuellen.
Die Schutzaltersgrenze zur Ehefähigkeit – neben der Fatwa – liegt bei 14 Jahren bei Jungen und 9 Jahren bei Mädchen.